# Batalla de Puerto Cabello
La Batalla de Puerto Cabello fue un ataque de fuerzas británicas contra la colonia española de Puerto Cabello ocurrido el 16 de abril de 1743. El enfrentamiento se enmarca dentro de la conocida en España como Guerra del Asiento. La batalla concluyó con una decisiva victoria española.

## Antecedentes
Tras el fracaso de Sir Charle Knowles en su intento de conquistar el puerto de La Guaira, puso su punto de mira en Puerto Cabello donde esperaba encontrar una menor resistencia. Puerto cabello era, junto con La Guaira, otro importante centro logístico para la Real Compañía Guipuzcoana de Caracas y desde donde se fletaban numerosos navíos con tropas, víveres o municiones para apoyo de las fuerzas españolas.
Las fuerzas navales de Knowles estaban compuestas por:
Navío de 70 cañones HMS Suffolk

Navío de 70 cañones HMS Burford
  
Navío de 50 cañones HMS Norwich

Navío de 50 cañones HMS Assistance

Navío de 40 cañones HMS Eltham 

Navío de 24 cañones HMS Scarborough 

Navío de 20 cañones HMS Lively 

Sloop-of-war de 14 cañones HMS Otter 

Buque de 8 bombardas HMS Comet
Además de 13 embarcaciones de diferentes portes y armamento para apoyo y transporte.

## Batalla

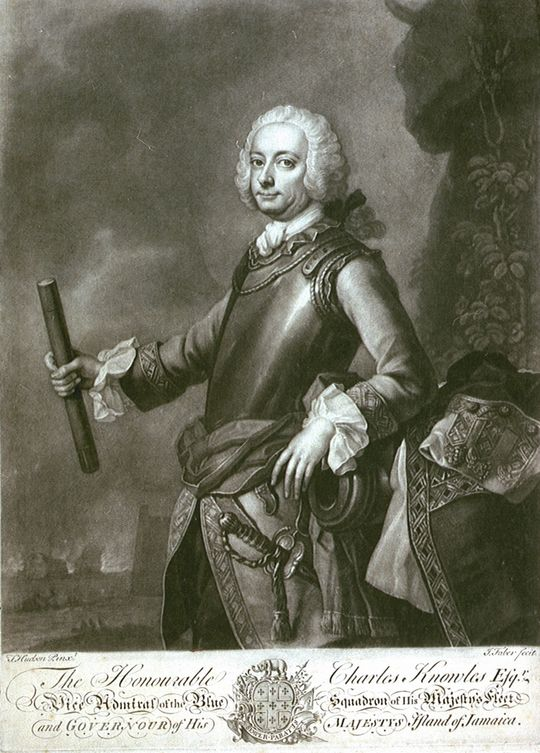
Retrato de Knowles

Knowles estableció su base de operaciones a cuatro millas de La Guaira, en el puerto de Borburata. Desde allí envió primero el buque bombarda HMS Comet para hostigar las defensas costeras mientras preparaba el grueso de sus fuerzas para el asalto a Puerto Cabello.  
Al día siguiente el HMS Norwich, el HMS Eltham y el HMS Lively se unieron al buque bombarda con el fin de debilitar las baterías costeras españolas para después, protegido por la oscuridad, desembarcar con todos sus efectivos, conquistar los puestos de defensa avanzados y volver su propia artillería contra el castillo San Felipe, la principal fortificación del puerto.
La operación de Knowles comenzó como se esperaba, los barcos batieron las defensas desde las 7:00PM y tras el bombardeo a las 10:30PM, entre 1.100 y 1.200 británicos desembarcaron bajo las órdenes del mayor Lucas. Pero apenas habían comenzado el avance cuando se toparon con una compañía española formada por 40 hombres y dos pequeñas piezas artilleras que disparaban con metralla. Esta pequeña fuerza detuvo a los atacantes quienes tuvieron que volver a embarcar en sus botes.
De nuevo, el 28 de abril, tres barcos británicos reanudaron el bombardeo contra las baterías costeras pero con escasos efectos.
El 2 de mayo, el gobernador de Caracas, Gabriel de Zuloaga, llegó por tierra a Puerto Cabello con refuerzos para la guarnición compuestos por tres compañías de regulares y 300-400 milicianos. Al día siguiente de su llegada, el gobernador Zuolaga fue herido en la pierna por fuego inglés mientras inspeccionaba la batería de Punta Brava.
Los Británicos por otra parte, comenzaban a sufrir carencia de municiones y provisiones por lo que Knowles decidió acometer un asalto definitivo el 4 de mayo aunque se vio obligado a posponerlo al día 5 por falta de vientos favorables. En ese día levaron anclas a las 11:00AM y el HMS Assistance, el HMS Burford, el HMS Suffolk y el HMS Norwich se dirigieron contra las baterías del castillo de San Felipe mientras que el HMS Scarborough, el HMS Lively y el HMS Eltham atacaron las baterías costeras del norte.
Otra breve batalla comenzó de nuevo a la 1:00PM pero los navíos ingleses habían anclado demasiado cerca del fuerte por lo que con su deficiente rango de tiro apenas llegaban a la primera línea de cañones españoles. A las 4:00PM el viento viró y el gobernador Zuloaga, sospechando que Knowles trataría de acometer contra la entrada del puerto, hizo hundir inmediatamente un barco en la entrada bloqueando el acceso a la boca del puerto. Finalmente Knowles, dos horas y medía más tarde, ordenó la retirada. Los británicos sufrirían todavía un severo castigo de los cañones españoles hasta que todos los navíos pudieron quedar fuera de su alcance a las 9:00PM  

## Consecuencias
Tras las dos estrepitosas derrotas inglesas, tanto La Guaira como Puerto Cabello, dos importantes enclaves estratégicos por ser puertos mercantiles y de refugio al encontrarse al sur de la llamada "Ruta o Caño de la Invernada", quedan en manos españolas. 
Por su parte Knowles, después de sufrir más de 100 bajas en su última y desesperada apuesta más otro centenar largo en los intentos previos, ordenó el 7 de mayo a su navío más dañado pusiera rumbo a Borburata mientras él quedaba en las cercanías de Puerto Cabello con el buque bombarda intentando bombardeos aislados en el interior del puerto sin resultado alguno. Hubo conversaciones e intercambio de prisioneros entre españoles y británicos y a los ingleses se les permitió abastecerse de agua dulce en la desembocadura del río Borburata.
Finalmente, Knowles y el resto de su flota abandonaron Puerto Cabello entre los días 11 y 13 de mayo poniendo rumbo a la colonia de Jamaica.